# 水品浩
水品 浩（みずしな こう、1895年10月1日 - 1978年4月7日）は日本の実業家および技術者で、アメリカ合衆国のテクノロジー関連企業 IBM の日本法人である日本アイ・ビー・エムの事実上の創立者。
1923年（大正12年）、森村商事在職中にIBM（当時、CTR社）のハーマン・ホレリス式パンチカードシステムを日本の企業へ売り込み、日本アイ・ビー・エムの前身である日本ワットソン統計会計機械株式会社の設立を担う中心人物となった。

## 経歴

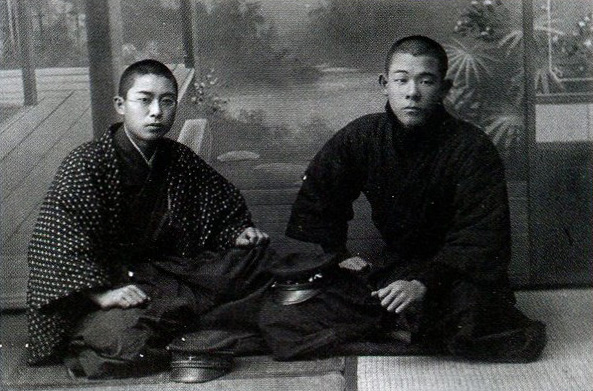
左：旧制中学校卒業前の水品

1895年（明治28年）10月1日、神奈川県横須賀市に生まれる。父は海軍省横須賀鎮守府の書記官で、生後間もなく京都の舞鶴鎮守府へ転勤する。一時は海軍士官に憧れるも近視のため断念した。少年期より海外生活に憧れを持っていたため、外交官を目指していた時期もあった。その後、京都府立第四中学校（後の京都府立宮津高等学校）に学ぶが、3弟1妹がいる中で父が定年を迎えていたため、大学に進学せず就職の道に進んだ。
1915年、アメリカ合衆国への輸出業を主としていた森村組の横浜出張所に就職。直後に発足した森村商事の輸入部門に勤務し、夜学で好きな英語を学んだ。
1920年8月、ニューヨークの現地法人・森村ブラザース (Morimura Brothers Incorporated) に転勤し、雑貨類の直販及び卸売業務を担当する。この間もビジネス英語と経営実務を学習するため、夜間に商業学校へ通っていた。
1923年10月、森村財閥傘下の日本陶器株式会社（現・ノリタケ）加藤理三郎（当時、取締役兼支配人）が、煩雑になっていた生産管理を合理化する方法を探すためにニューヨークの森村ブラザースを訪れ、中山武夫（当時、副支配人）が加藤を事務機械の見本市に案内することになった。そこで2人はCTR社（The Computing-Tabulating-Recording Company、翌年にIBMへ改称）とパワーズ社（後のレミントンランド、現・ユニシス）のパンチカードシステム（統計会計機）を目の当たりにした。
1924年5月頃、加藤は日本で検討を重ねた上でパンチカードシステムの導入を決定し、森村ブラザースにIBM（ホレリス式）とパワーズの両機種を研究するよう依頼した。中山はこの調査を水品に担当させた。水品は見本市を見学して比較研究をし、また、森村ブラザースの信用部を通して信用調査を行った結果、IBMの機械を薦めることにした。

1924年9月、水品はIBMと交渉するも、IBMはレンタル方式による顧客サービスにこだわりを持っており、「日本では代理店がなく保守ができない。」という理由で取引を断られる。電気や機械の知識がなかった水品は、自ら技術を習得して保守を手がけることを決意。日本陶器と森村ブラザースに待つよう説得した上でIBMと交渉し、10月頃からエンディコットにあるIBMの工場で特別実習生として保守技術員の教育を受けることになった。

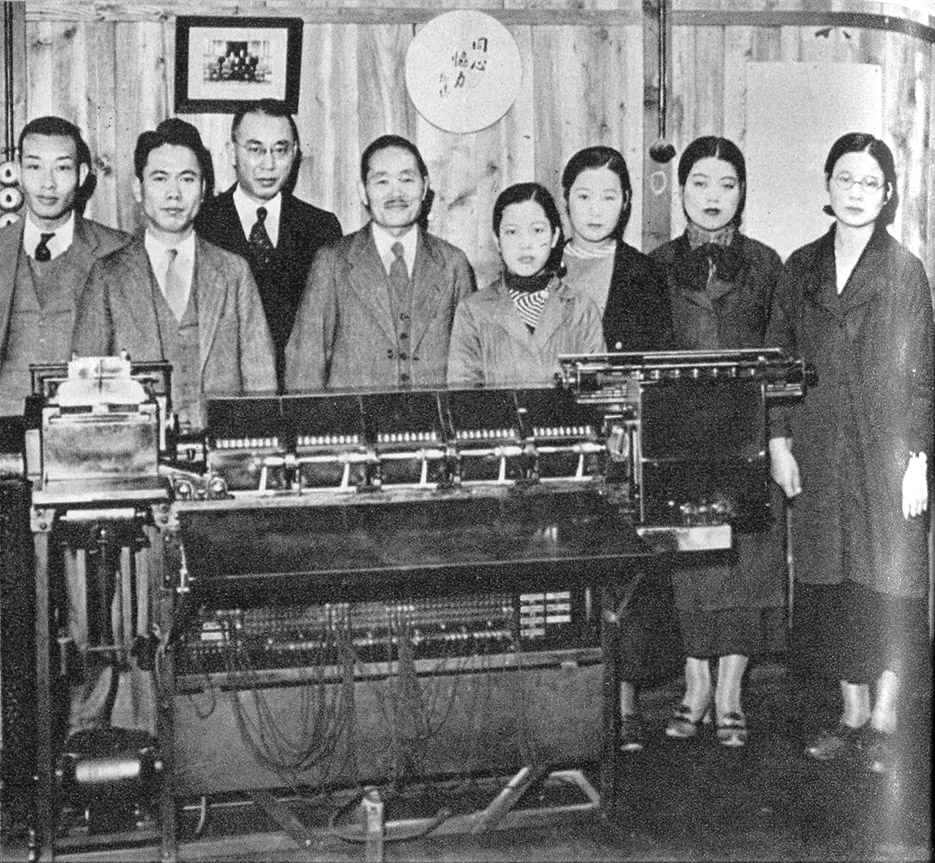
1925年に日本陶器へ納入された最初のIBM製パンチカードシステム（左から3人目が水品、その右隣は加藤）

1925年5月、水品の提案で森村ブラザース（森村商事）とIBMがパンチカードシステムの代理店契約を結ぶ。パンチカードシステムを「統計会計機」と呼んだのは水品の案であった。同年9月に最初のパンチカードシステムが日本陶器に納入された。
その後は三菱造船に2台納入されたのみで、パンチカードシステムは高価なためレンタル事業はなかなか軌道に乗らなかった。競合メーカーのレミントンランドの代理店になった三井物産は資本が豊富であったことに加え、日本ではレミントンランド製品を輸入販売で扱ったため、官公庁では手続き上レンタルのIBM製品より扱いやすかったこともIBMが遠ざけられた原因になった。さらに、森村組は日本製品の輸出による外貨獲得で日本に貢献することをモットーとしており、内部にIBMの商品を扱うことに反対する意見があった。
1927年、森村商事は本業に専念するため代理店業務を黒澤商店に引き継いだ。水品は日本陶器と三菱造船の保守サービスのため黒澤商店に移籍。黒澤商店は森村組に比べると小さな会社で、IBM製品の営業は水品を含む2人で行っていた。1933年までに呉海軍工廠や内閣統計局から受注があったものの、民間企業からはほとんど注文が取れない状況であった。この時期を水品は「森村の10年がたたみの上の生活だとすれば、黒澤での10年は嵐の海での生活だった。」と回想している。
1934年、アメリカの生命保険業界で IBM 405 統計会計機の人気が高まり、その評判が日本へ波及して日本生命と帝国生命（後の朝日生命保険）が IBM 405 を採用した。

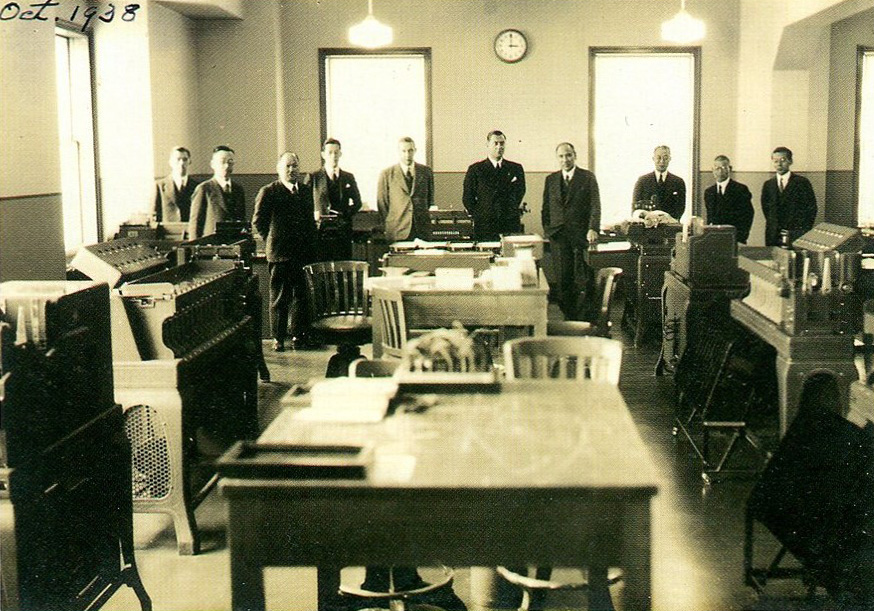
日本ワットソン統計会計機械の山下町本社（1938年）

1937年、IBMが資本金50万円を事実上全額出資し、日本法人として日本ワットソン統計会計機械株式会社（社長は非常勤で渋沢智雄）を設立。水品はその営業部長、IBM本社から派遣されたチャールズ・M・デッカー（後の日本IBM初代社長）が機械部門担当になる。
太平洋戦争が開戦した1941年12月8日、水品は軍事機密情報をアメリカに流しているスパイという疑いで逮捕、加賀町警察署に留置される。翌年に日本ワットソン統計会計機械は敵産管理法によって財産と営業権を凍結され、大蔵省の指令で水品が推薦する森村ブラザース前支配人の地主延ノ助がその指定管理人となった。地主は顧客の保守サービスを引き継ぐため国策会社となる日本統計機株式会社を設立。保守部品の生産は出資者の東京芝浦電気が担当した。
水品はほとんど取り調べされないまま3か月後に釈放。さらに2か月後に外出禁止が解除されるが、すぐに国策会社に戻る訳にもいかず、浪人生活となる。戦中、水品は友人の誘いで第二海軍航空省へ向かい、神戸製鋼所鳥羽工場でアメリカ海軍から接収した IBM 405 の復元を担当した。また、戦後はGHQ組織の横浜QM（需品部）で技術者として働いた。

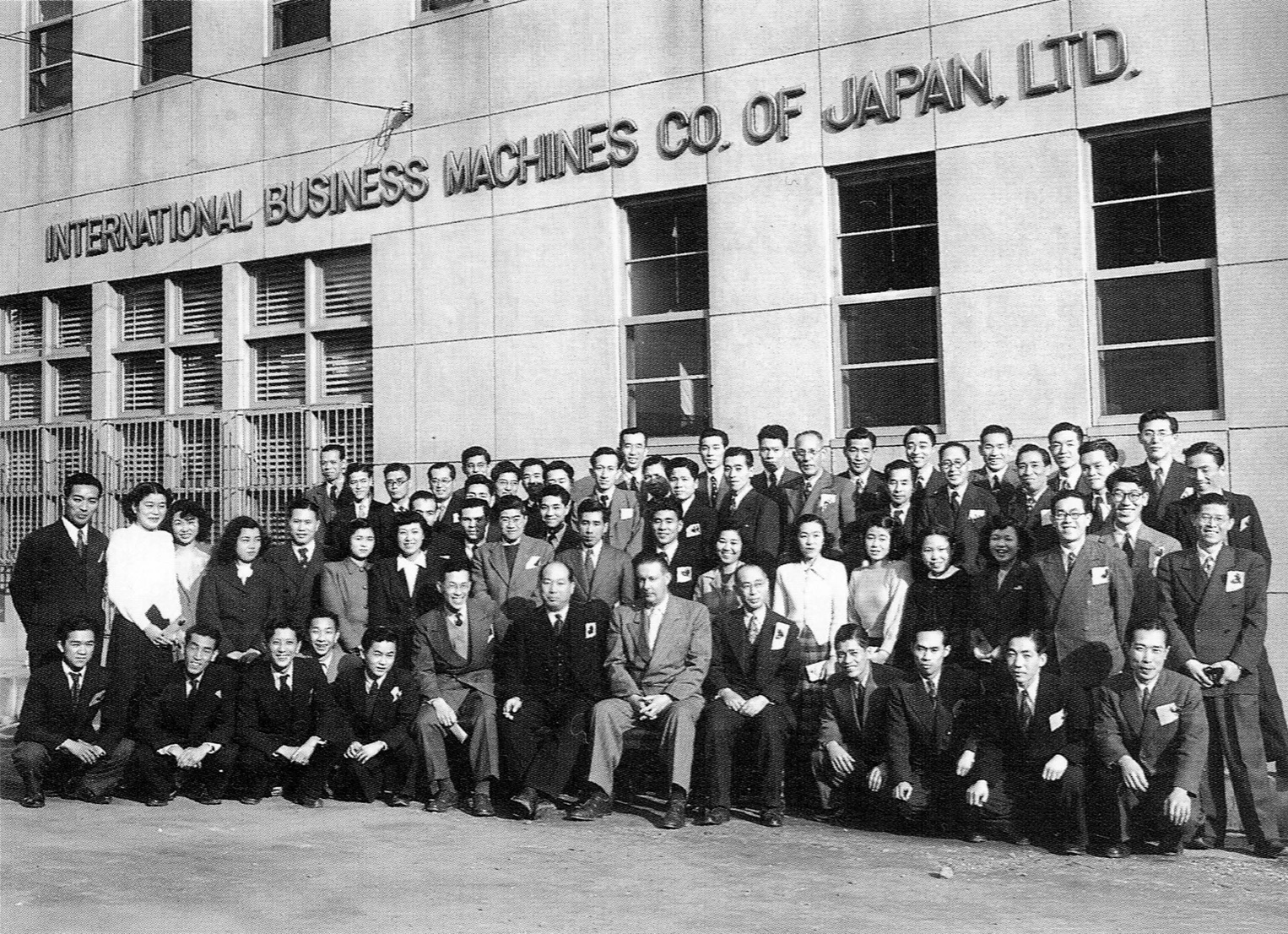
日本アイ・ビー・エム神田司町本社（1950年）

1946年、GHQから「連合国財産の返還等に関する政令」が出されると、日本統計機の社員であった稲垣早苗（1962年より日本IBM社長）がIBM本社に対して「機械も人も1941年12月8日以前の状態に戻すべき」と提案。再建に向けた準備が進む。1949年6月、日本ワットソン統計会計機械の財産と営業権が返還されると、水品が常務取締役として復帰（社長はIBM本社のチャールズ・M・デッカー）。当時の社員数は66人。 1950年4月、商号が日本インターナショナル・ビジネス・マシーンズ株式会社に変更される。
1953年に副社長に就任。IBMの初代社長、トーマス・J・ワトソンから25年勤続者 (IBM Quarter Century Clubのメンバー) として祝福される。
1956年に社長に就任。1959年、水品の「呼びやすくて便利だから」という理由で商号を日本アイ・ビー・エム株式会社に変更。1960年3月、鈴木信治副社長の社長就任に伴い、会長に就任。1961年1月に退職。
1978年4月7日 死去（82歳）。

## 略歴
- 1895年10月1日 - 神奈川県横須賀市に生まれる。京都府立第四中学校（現京都府立宮津高等学校）に学ぶが大学には進学せず[1]
- 1915年 - 森村組横浜出張所に就職[9]
- 1918年 - 森村商事東京本社に転勤[10]
- 1920年8月 - ニューヨークの商社、森村ブラザース・ニューヨーク支店に転勤し、雑貨店に勤務する[9]
- 1923年 - 顧客の日本陶器株式会社（現ノリタケカンパニーリミテド）の生産管理合理化のため、CTR社（The Computing-Tabulating-Recording Company、IBMの前身）のパンチカードシステムを検討。
- 1924年11月 - 日本でレンタルサービスを行うため、IBMのエンディコット工場で保守技術員の教育を受ける
- 1925年5月21日 - 森村商事（森村ブラザース）がIBM製ハーマン・ホレリス式統計機の日本総代理店となる。間もなく水品が日本へ帰国[11]
- 1925年9月 - 最初のIBM製パンチカードシステムが日本陶器（後のノリタケカンパニーリミテド）に納入される
- 1927年1月1日 - 販売権が黒澤商店へ移ると同時に水品も黒澤商店へ移籍[7]
- 1937年6月17日 - IBMが全額出資する日本法人として「日本ワットソン統計会計機械株式会社」（社長は渋沢智雄）が設立され、水品はその営業部長となる
- 1940年10月 - 日本ワットソン統計会計機械の代表取締役に就任
- 1941年 - 国際情勢が悪化したため代表取締役のシュバリエとサービス責任者のチャールズ・M・デッカーが日本を出国し、水品が最高経営責任者となる[12]
- 1941年12月8日（太平洋戦争開戦日） - 軍事機密情報を敵国（アメリカ）に流しているとの疑いで逮捕、約3か月間留置される[9]
- 1942年 - 日本ワットソン統計会計機械が敵産管理法によって財産と営業権を凍結される。顧客の保守サービスは東京芝浦電気が筆頭株主となる国策会社の日本統計機株式会社が引き継いだ
- 1949年6月 - 日本ワットソン統計会計機械の財産と営業権が返還され、常務として復帰（社長はチャールズ・M・デッカー）[13]
- 1950年4月 - 商号が「日本インターナショナル・ビジネス・マシーンズ株式会社」（以下、日本IBM）に変更される
- 1953年 - 日本IBM副社長に就任
- 1956年 - 日本IBM社長に就任
- 1959年 - 日本IBMの商号を「日本アイ・ビー・エム株式会社」に変更
- 1960年3月 - 鈴木信治副社長の社長就任に伴い、会長に就任
- 1961年1月 - 日本IBMを退職[9]
- 1964年6月 - 藍綬褒章を受章[9]
- 1966年4月 - 勲四等瑞宝章を受章[9]
- 1978年4月7日 - 死去（82歳）[9]